# Maison-musée d'Azim Azimzade
La maison-musée d'Azim Azimzade  est un musée commémoratif dédié à l'artiste et caricaturiste azerbaïdjanais, artiste du peuple de la RSS d'Azerbaïdjan. Il est situé à Bakou, la capitale de l'Azerbaïdjan. Les effets personnels d'Azim Azimzade, y compris des documents, des photographies et des œuvres artistiques sont exposés dans le musée.

## Histoire
Le musée a été inauguré en 1968 dans un petit appartement où l'artiste a vécu la majeure partie de sa vie, mais la structure vieillissante n'était finalement pas adaptée à cet usage. À cet égard, le ministère de la Culture de l'Azerbaïdjan a ordonné la construction du musée.

## Exposition
Plus de 2000 expositions liées au travail de l'artiste sont conservées dans le musée. L'exposition de la maison-musée de A. Azimzade se compose de 6 salles, qui présentaient 4 types d'œuvres de l'artiste:
- Dessins animés
- Portraits
- Ornements
- Paysages